# Campionato femminile Rugby Europe 2019
Il campionato femminile Rugby Europe 2019 (in inglese 2019 Women's XV European Championship) fu la 23ª edizione del torneo europeo di rugby a 15 femminile organizzato da Rugby Europe.
Si tenne tra il 23 febbraio e il 4 maggio 2019 tra le quattro nazionali attive d'Europa con il miglior ranking World Rugby fuori dal Sei Nazioni femminile, nell'ordine Spagna (6ª a novembre 2018), Paesi Bassi (14ª), Germania (19ª) e Russia (20ª).
Per la prima volta il torneo non si tenne in una sede unica (soluzione adottata per risparmiare sulle spese di permanenza delle squadre) ma in casa delle squadre con il ranking migliore: in semifinale la Spagna accolse a Madrid la Russia battendola 41-0 mentre ad Amsterdam i Paesi Bassi batterono la Germania per 46-17.
Ad aggiudicarsi il titolo fu, per la terza volta consecutiva e settima assoluta, la Spagna, che a Madrid batté in finale i Paesi Bassi per 54-0 davanti a 8900 spettatori allo Stadio Nazionale Complutense, record di affluenza per un incontro di rugby femminile nel Paese iberico.
La finale per il terzo posto, tenutasi a Bonn il 4 maggio successivo al campo del Bonner THV tra la squadra di casa della Germania e la Russia, vide prevalere quest'ultima per 20-5.

## Formula
Le quattro squadre presenti al campionato erano le migliori in attività del ranking World Rugby a esclusione di quelle che disputano il Sei Nazioni (nell'ordine Inghilterra, Francia, Italia, Galles}, Irlanda e Scozia); la squadra con il ranking più alto nella competizione era la Spagna che incontrò quella con quello più basso delle quattro, la Russia con il vantaggio del campo di casa; stesso discorso per la squadra con il secondo miglior ranking, i Paesi Bassi, che incontrarono la Germania.
Il torneo fu a eliminazione diretta e anche per le finali del primo e del terzo posto valse il criterio che vedeva ospitante la squadra meglio piazzata, per cui fu la Spagna a ospitare la finale del primo posto e la Germania quella del terzo.

## Squadre partecipanti
- Germania
- Paesi Bassi
- Russia
- Spagna

## Risultati
|  | Semifinali  | Semifinali  | Semifinali  |             |        | Finale          | Finale          | Finale          |  |
|  |             |             |             |             |        |                 |                 |                 |  |
|  | Spagna      | Spagna      | 41          |             |        |                 |                 |                 |  |
|  | Spagna      | Spagna      | 41          |             |        |                 |                 |                 |  |
|  | Russia      | Russia      | 0           |             |        |                 |                 |                 |  |
|  | Russia      | Russia      | 0           |             | Spagna | Spagna          | 54              |                 |  |
|  |             |             |             |             | Spagna | Spagna          | 54              |                 |  |
|  |             |             | Paesi Bassi | Paesi Bassi | 0      |                 |                 |                 |  |
|  | Paesi Bassi | Paesi Bassi | Paesi Bassi | Paesi Bassi | 0      | 46              |                 |                 |  |
|  | Paesi Bassi | Paesi Bassi |             |             |        | 46              |                 |                 |  |
|  | Germania    | Germania    | 17          |             |        | Finale 3º posto | Finale 3º posto | Finale 3º posto |  |
|  | Germania    | Germania    | 17          |             |        |                 |                 |                 |  |
|  |             |             |             |             |        |                 |                 |                 |  |
|  |             |             |             |             |        | Russia          | Russia          | 20              |  |
|  |             |             |             |             |        | Russia          | Russia          | 20              |  |
|  |             |             |             |             |        | Germania        | Germania        | 5               |  |

### Semifinali
| Arbitro: | Nikki O’Donnell |

|                                                                                          |    |  |
| M. García 11’ Losada 23’ Salinas 31’ Alameda 44’ Requena 55’ Castelo 68’ Etchebarría 70’ | mt |  |
| P. García 14’, 23’, 55’                                                                  | tr |  |

| Arbitro: | Clara Munarini |

|                                                                                         |    |                                        |
| Heil 18’ Mulling 22’, 79’ v.d. Velden 44’ v. Vliet 51’ v. Wijnbergen 54’, 60’ Laros 64’ | mt | 34’ Baltruweit 40+4’ Löhr 68’ Bohrmann |
| Laros 51’, 54’, 64’                                                                     | tr | 40+4’ Schwinn                          |

### Finale per il 3º posto
| Arbitro: | Clara Munarini |

|              |      |                                          |
| Harris 40+1’ | mt   | 7’ Achmedova 63’ Bankerova 74’ Perestjak |
|              | tr   | 74’ Akulinič                             |
|              | c.p. | 78’ Akulinič                             |

### Finale
| Arbitro: | Hollie Davidson |

|                                                                       |    |  |
| P. García 9’, 64’, 68’ Puig 18’ Medín 36’, 46’ Brust 58’ Fresneda 71’ | mt |  |
| P. García 9’, 18’, 46’, 58’, 64’, 68’, 71’                            | tr |  |